# HB (Automarke)
HB war eine brasilianische Automarke.

## Markengeschichte
Ein Unternehmen aus São José begann Mitte der 1980er Jahre mit der Produktion von Automobilen. Der Markenname lautete HB. 1995 endete die Produktion.

## Fahrzeuge
Im Angebot standen VW-Buggies. Ein gekürztes Fahrgestell von Volkswagen do Brasil bildete die Basis. Darauf wurde eine offene türlose Karosserie aus Fiberglas montiert.
Im letzten Produktionsjahr gab es ein Modell mit einem Rohrrahmen als Basis. Gleichzeitig war auch ein Modell mit zwei Türen lieferbar.